# Vernon, Eure
Vernon (srednjeveški Castrum Vernonense) je mesto in občina v severozahodnem francoskem departmaju Eure regije Zgornje Normandije. Mesto je leta 2011 imelo 24.772 prebivalcev.

## Geografija
Kraj leži v pokrajini Normandiji na levem bregu reke Sene, 55 km od Rouena in 75 km od Pariza.

## Uprava
Vernon je sedež dveh kantonov:
- Kanton Vernon-Jug (del občine Vernon, občine Douains, La Heunière, Houlbec-Cocherel, Mercey, Rouvray, Saint-Vincent-des-Bois),
- Kanton Vernon-Sever (del občine Vernon, občine Chambray, La Chapelle-Réanville, Sainte-Colombe-près-Vernon, Saint-Just, Saint-Marcel, Saint-Pierre-d'Autils, Villez-sous-Bailleul).

Oba kantona sta sestavna dela okrožja Évreux.

## Zgodovina
Naselbina se prvikrat omenja leta 750 pod Pipinom Malim. Ozemlje Vernona je leta 1196 pripadlo francoskemu kralju Filipu Avgustu, leta 1204 pa je bil na njem postavljen grad. Med stoletno vojno, leta 1415, je Vernon postal angleški, v letu 1449 pa znova prešel pod Francijo.

## Zanimivosti
- kolegial Notre-Dame iz 11. do 15. stoletja,
- mošeja Omar ibn al-Khattâb,
- Tour des archives, stolp - donjon nekdanjega srednjeveškega gradu iz 12. stoletja,
- dvorec Château de Bizy, imenovan mali Versailles, iz 17. in 18. stoletja, z Neptunovim vodnjakom,
- dvorec Château de Brécourt.

## Pobratena mesta
- Bad Kissingen (Bavarska, Nemčija),
- Massa (Toskana, Italija).

## Galerija
- Stari Mlin
- Vrt umetnosti
- Les Tourelles
- Place Barette
- Musée Alphonse Georges Poulain
- Collégiale Notre-Dame